# 指輪戦争
指輪戦争（ゆびわせんそう）は、J・R・R・トールキンの小説『指輪物語』において、一つの指輪を取り戻し世界を支配しようとしたサウロンとそれに対抗した自由の民の間で戦われた架空の戦争である。
戦争は第三紀3018年6月20日、サウロンによるオスギリアス攻撃によって始まり、3019年3月25日に一つの指輪が破壊されサウロンが消滅したことによって終結したと思われたが、その後も中つ国の各地で戦いは続いた。同年11月3日の水の辺村の合戦の終結とサルマンの死が指輪戦争の実際の終結である。
サウロンの勢力にはモルドールのナズグル、オークやトロル、ワーグ、東夷、ハラドリムやウンバールの海賊などの南方人、そしてサルマンの軍勢（オーク、ウルクハイ、褐色人）が含まれる。
自由の民の勢力には人間（ゴンドール、ローハン、谷間の国の人々）、エルフ（ロスローリエン、北闇の森のエルフたち）、ドワーフ（はなれ山のドワーフたち）、ホビット、エントが含まれる。
指輪戦争における合戦は以下のとおりである。
- アイゼンの浅瀬の合戦
- アイゼンガルドの合戦
- 角笛城の合戦
- ペレンノール野の合戦
- 谷間の国の合戦
- モランノンの合戦
- 水の辺村の合戦